# Saussurea macrolepis
Saussurea macrolepis là một loài thực vật có hoa trong họ Cúc. Loài này được Kitam. miêu tả khoa học đầu tiên.